# Peter McQueen
Peter McQueen (c. 1780 – 1820) est un négociant et chef de guerre de la nation Creek. Il prit part à l'offensive contre les États-Unis lors de la guerre Creek en 1813.

## Famille
McQueen est né dans les années 1780 à Tallassee, ville Muskogee (ou Upper Creek) nichée le long de la rivière Tallapoosa. Il est le fils d'un négociant écossais et d'une femme muskogee. Il grandit au sein des Creeks. Il s'enrichit grâce au commerce et achète un grand nombre d'esclaves noirs. 

## Guerre Creek
En 1811, McQueen assiste à plusieurs rassemblements organisés par le chef chaouanon Tecumseh qui appelle les Creeks à rejoindre une confédération amérindienne unie contre l'expansion des États-Unis. Cet appel divise les Creeks, entre ceux qui s'appuient sur les Américains et ceux qui craignent la perte de leurs territoires et culture. McQueen rejoint alors la faction des Red Sticks qui souhaite entrer en guerre ouverte contre les Américains.
Début 1813, McQueen mène un groupe de guerriers lors d'un raid contre Tukabatchee ville creek considérée comme alliée aux Américains. La ville est incendiée ainsi que plusieurs villages des alentours.
En 1813, la guerre entre les Britanniques et les Américains fait rage. Grâce à ce conflit, Peter McQueen obtient de l'argent des Britanniques afin d'acheter armes et munitions aux Espagnols (qui contrôlent la Floride) afin de lutter contre les États-Unis. Ces derniers tentent d'intercepter le convoi mais ils sont défaits lors de la bataille de Burnt Corn. Équipés de leurs nouvelles armes, un groupe de 700 guerriers mené par McQueen et son cousin William Weatherford attaquent et prennent Fort Mims le 30 août 1813. Les miliciens américains mais aussi leurs alliés creeks et les civils sont massacrés.
La guerre tourne court pour McQueen lors de la bataille de Horseshoe Bend qui voit sa faction écrasée par les Américains et leurs alliés amérindiens. Il fuit alors jusqu'en Floride où il rejoint les Séminoles. Il reprend les armes contre les Américains lors de la première guerre séminole. Devant à nouveau prendre la fuite, des archives américaines rapportent sa mort en 1820.